# 海星街道
海星街道，是中华人民共和国辽宁省营口市鲅鱼圈区下辖的一个乡镇级行政单位。

## 行政区划
海星街道下辖以下地区：
闽江社区、淮河社区、盐场社区、银河社区、站前社区、彩霞社区、新港社区、滨海社区、神井子社区、海星社区、碧霞社区和虎山社区。